# Yossi Yadin
Pour les articles homonymes, voir Yadin.
Yossi Yadin est un acteur israélien né le 7 juin 1920 à Jérusalem en Palestine mandataire, décédé le 17 mai 2001 à Tel Aviv en Israël.
Yossi Yadin est le fils de l'archéologue Eleazar Sukenik (1889-1953) et le frère de l'homme politique, militaire et archéologue Yigaël Yadin (1917-1984). Un autre de ses frères, Mati Yadin, fut tué au combat pendant la guerre israélo-arabe de 1948.

## Filmographie
- 1951 : Quatre dans une jeep (Die Vier im Jeep) : sergent Vassilij Voroshenko
- 1954 : Even Al Kol Meel
- 1955 : La colline 24 ne répond plus (en hébreu : Giv'a 24 Eina Ona) : commander israélien au mur de Jérusalem
- 1963 : El Dorado
- 1963 : Le train de Berlin est arrêté (Verspätung in Marienborn) de Rolf Hädrich (de) : Maj. Menschikov
- 1966 : La Malle du Caire : capitaine Gabar
- 1971 : Bloomfield : Weiner
- 1975 : Les Mensonges que mon père me contait (Lies My Father Told Me) de Ján Kadár : Grandfather Zaida
- 1979 : Al Tishali Im Ani Ohev : Father
- 1979 : Mary and Joseph: A Story of Faith (TV) : Rabbi Abraham
- 1989 : Pardess Shel Saba, Ha- (TV) : Grandfather
- 1997 : Miklachat, Ha-
- 1998 : Eretz Ktana-Ish Gadol (TV)
- 1999 : Ahava Mimabat Sheni
- 2001 : Quick Stop : Julianno